# Thermo Fisher Scientific
Thermo Fisher Scientific Inc. (NYSE: TMO), kurz auch Thermo Fisher, ist ein US-amerikanisches Technologieunternehmen mit Sitz in Waltham, Massachusetts. Es beschreibt sich selbst als „der weltweit größte Lieferant für wissenschaftliche Anwendungen.“

## Firmengeschichte
Thermo Fisher Scientific entstand im November 2006 mit der Übernahme der Fisher Scientific International Inc. durch die Thermo Electron Corp. und dessen Subunternehmen ThermoQuest.
Die Thermo Electron Corp., die 1956 gegründet worden war, hatte allerdings bereits zuvor zahlreiche Analytikfirmen (wie z. B. Finnigan MAT, Fisons instruments (teilweise), Carlo Erba strumentazione, Nicolet Instrument Corporation) erworben, deren Aktivitäten nun unter dem Dach von Thermo Fisher Scientific zusammengefasst wurden. Seit dem 17. Mai 2011 ist auch die Dionex Corporation offiziell ein Teil der Thermo Fisher Scientific Unternehmensgruppe.
Ende 2009 wurde das Biotech-Unternehmen Brahms übernommen. Im Mai 2011 kaufte Thermo Fisher für 2,47 Milliarden € die Firma Phadia, die Tests für Allergien und Autoimmunerkrankungen herstellt.
Im April 2013 kündigte Thermo Fisher nach einem Bieterwettstreit mit Hoffmann-La Roche an, dass es Life Technologies für 13,6 Milliarden US-Dollar übernehmen werde. Diese Übernahme wurde im Februar 2014 vollzogen. 2015 erwarb Thermo-Fisher Alfa Aesar und baute so das Portfolio im Bereich der Laborchemikalien aus. 2016 erwarb Thermo Fisher das Unternehmen FEI für 4,2 Mrd. USD und 2017 das Unternehmen Patheon für 7,2 Mrd. USD.
Im März 2020 gab das Unternehmen ein öffentliches Übernahmeangebot für den deutschen Hersteller von Testtechnologien Qiagen bekannt; dabei sollten mindestens 75 Prozent der Aktien zu 39 Euro pro Aktie, ca. 23 Prozent über dem damaligen Qiagen Börsenkurs, aufgekauft werden. Die Offerte wurde durch Vorstand und Aufsichtsrat von Qiagen unterstützt.
Später wurde das Angebot auf 43 Euro erhöht und die Annahmeschwelle auf 66,66 Prozent gesenkt. Das Übernahmeangebot lief im August 2020 aus, bis zu diesem Zeitpunkt waren jedoch lediglich 47 Prozent der Aktien angedient worden, so dass die geplante Übernahme scheiterte. Qiagen musste daraufhin eine vertraglich vereinbarte Kostenerstattung in Höhe von 95 Millionen US-Dollar an Thermo Fisher zahlen.

## Produkte
Ein Hauptprodukt von Thermo Fisher sind Kopplungstechniken von Massenspektrometern mit Chromatographiegeräten. Unter anderem werden Massenspektrometer mit der Quadrupol- (ISQ, TSQ), der Ionenfallentechnik (ion trap) und Orbitrap-Massenspektrometer sowohl in Form einfacher als auch mehrfacher Massenspektrometer angeboten.
Analysengeräte können in Form von Gaschromatographen (GC), Flüssigkeitschromatographen (HPLC), Kapillarelektrophorese (CE) und Massenspektrometrie mit induktiv gekoppeltem Plasma (ICP–MS) gekoppelt werden. Für die Chromatographiegeräte werden auch weitere Detektoren angeboten.
Weitere Produkte umfassen folgende Analysentechniken:
- AAS (Atomabsorptionspektrometrie)
- FT-IR-Spektroskopie
- Elektronenmikroskopie
- Infrarotmikroskopie
- Ionenchromatographie
- Laborextruder, Labormixer
- Neutronengeneratoren
- Nah-Infrarot-Analysegeräte
- OES (Atomemissionsspektrometrie)
- Raman-Spektroskopie
- Rheometer, Viskosimeter
- Röntgen-Photoelektronenspektroskopie
- UV-Vis-Spektrophotometer
- XRF/XRD (energie- und wellenlängendispersive Röntgenfluoreszenzanalyse)

Thermo Fisher Scientific entwickelt auch entsprechende Chromatographie-Auswertesoftware (z. B. Xcalibur und Dionex Chromeleon) und Labor-Informations- und Management-Systeme (LIMS).
Die Firma ist darüber hinaus ein weltweit führender Anbieter von Laborverbrauchsmaterialien und -chemikalien.